# Hilario Prádanos
Hilario Prádanos (Valladolid, 14 de gener, 1828 - idem. 28 de juny, 1889) fou un compositor i mestre de capella castellà.
Durant el segle xix la catedral de Valladolid va seguir constituint un focus de creació musical important, i un dels personatges vinculats a la institució catedralícia fou Hilario Prádanos, que va rebre la seva primera formació com a nen de cor del mestre de capella Antonio García Valladolid, al mateix temps que seguia la carrera eclesiàstica. D'aquell mestre, Prádanos va prendre el gran estil orquestral i ampul·lós de principis de segle. El 1848 aconseguí la plaça de mestre de capella i organista de la parròquia de "San Juan" de Nava del Rey. El 1850 passà a Madrid, on completà els estudis amb Hilarión Eslava i d'aquest agafà els aires de reforma de la música religiosa. I el 1852 guanyà per oposició el magisteri de la catedral de Lleó. El 1859 també per oposició, se li concedí la plaça de mestre de capella de la basílica del Pilar a Saragossa, càrrec que desenvolupà fins al 1882 i on tingué entre els seus molts alumnes a Justo Blasco Compans; aquest any 1882, renuncià al magisteri, restant en la mateixa Seu com a beneficiat de gràcia. Finalment va tornar com beneficiat de la catedral de Valladolid on va col·laborar amb la capella de música i on va morir sent canonge de la catedral. A més, a la ciutat castellana va fundar una de les primeres acadèmies musicals d'interès professional.
Va compondre moltes obres religioses, que es conserven i encara alguna s'executa en les catedrals on fou mestre. algunes d'elles figuren en la col·lecció publicada per Eslava amb el títol de Lira sacro-hispana.